# Émile Gsell

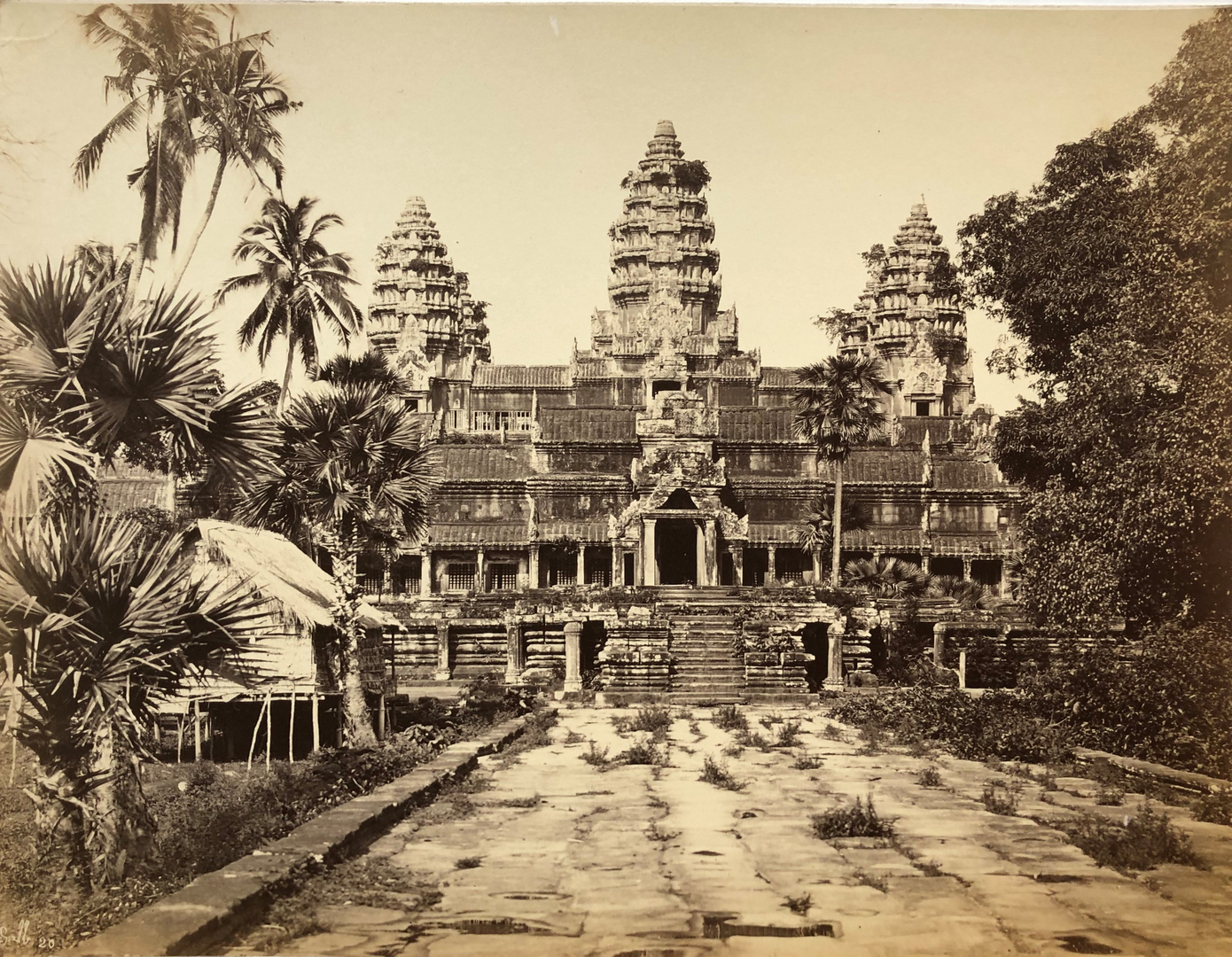
Émile Gsell: Pohled na centrální galerie a věže Angkor Vat, Siam (nyní v Kambodži), 1866, albuminový tisk

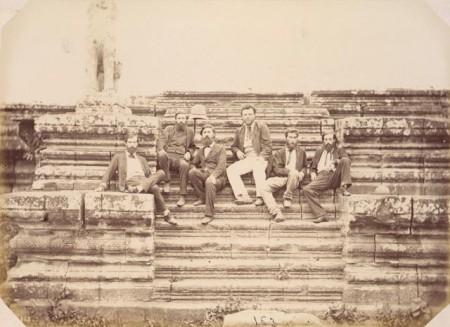
Émile Gsell: Skupinový portrét Doudarta de Lagréa a dalších členů komise expedice Mekong, Angkor Vat, Siam (nyní v Kambodži), 1866. Albumenový tisk.

Émile Gsell (31. prosince 1838 Sainte-Marie-aux-Mines, Haut-Rhin, Francie – 16. října 1879 Saigon) byl francouzský fotograf, který pracoval v jihovýchodní Asii a stal se prvním komerčním fotografem se sídlem v Saigonu (nyní Ho Či Minovo Město). Zúčastnil se nejméně tří velkých vědeckých expedic a obrazy, které vytvořil na první výpravě do Angkor Vat patří mezi nejstarší fotografie tohoto místa. Přestože zemřel již v mladém věku, dokázal během několika desítek let pořídit několik stovek fotografií s celou řadou témat, včetně architektury, krajiny a ateliérových, etnografických a žánrových portrétů.

## Životopis
Gsell se narodil 31. prosince 1838 v Sainte-Marie-aux-Mines, Haut-Rhin, ve Francii. V armádě sloužil od roku 1858 do roku 1866, během této doby se učil fotografovat a odcestoval do Kočinčíny (nyní jižního Vietnamu).
V Kočinčíně byl Gsell najat komisí výpravy podél řeky Mékong, které velel Ernest Doudart de Lagrée (1823–1868), aby fotografoval ruiny chrámu Angkor Vat. Gsell doprovázel výpravu do Kambodže a Siamu (nyní Thajsko) od června do září nebo října 1866, často od Doudarta de Lagréa dostával návrhy na fotografické úhly pohledu.
V roce 1866, po expedici, se Gsell etabloval jako komerční fotograf v Saigonu a stal se prvním profesionálním fotografem, který tak učinil v tomto městě.
V první polovině roku 1873 se Gsell vrátil do Angkoru a s francouzským cestovatelm Louisem Delaportem cestoval přes Kambodžu. Na základě svých kambodžských fotografií získal Gsell medaili za zásluhy na mezinárodní výstavě ve Vídni, která se konala od 1. května do 31. října 1873 a během níž Gsell vystavoval dvě alba fotografií, jednu z ruin Angkoru a druhou na téma „Zvyky, mravy a typy annamitské a kambodžské populace“.
V dubnu 1875 doprovázel Gsell misi vedenou Brossardem de Corbignym do Huế, ačkoli nemohl fotografovat lidi, které potkal, ani Citadelu. Dvě jeho fotografie však ukazují, že byl na konci roku 1875 v Hanoji a od listopadu 1876 do ledna 1877 měl možnost pořídit celou řadu záběrů Tonkinu (nyní severní Vietnam).
Gsellovy fotografie prodával Auguste Nicolier, který od roku 1876 prodával v Saigonu chemikálie a fotografické potřeby.
Émile Gsell zemřel doma v Saigonu 16. října 1879. Po jeho smrti jej následoval O. Wegener, který získal a používal jeho inventář na počátku 80. let 19. století. Fotografie pak prodával pod jmény Vidal nebo Salin-Vidal až do jeho smrti v roce 1883.

## Galerie

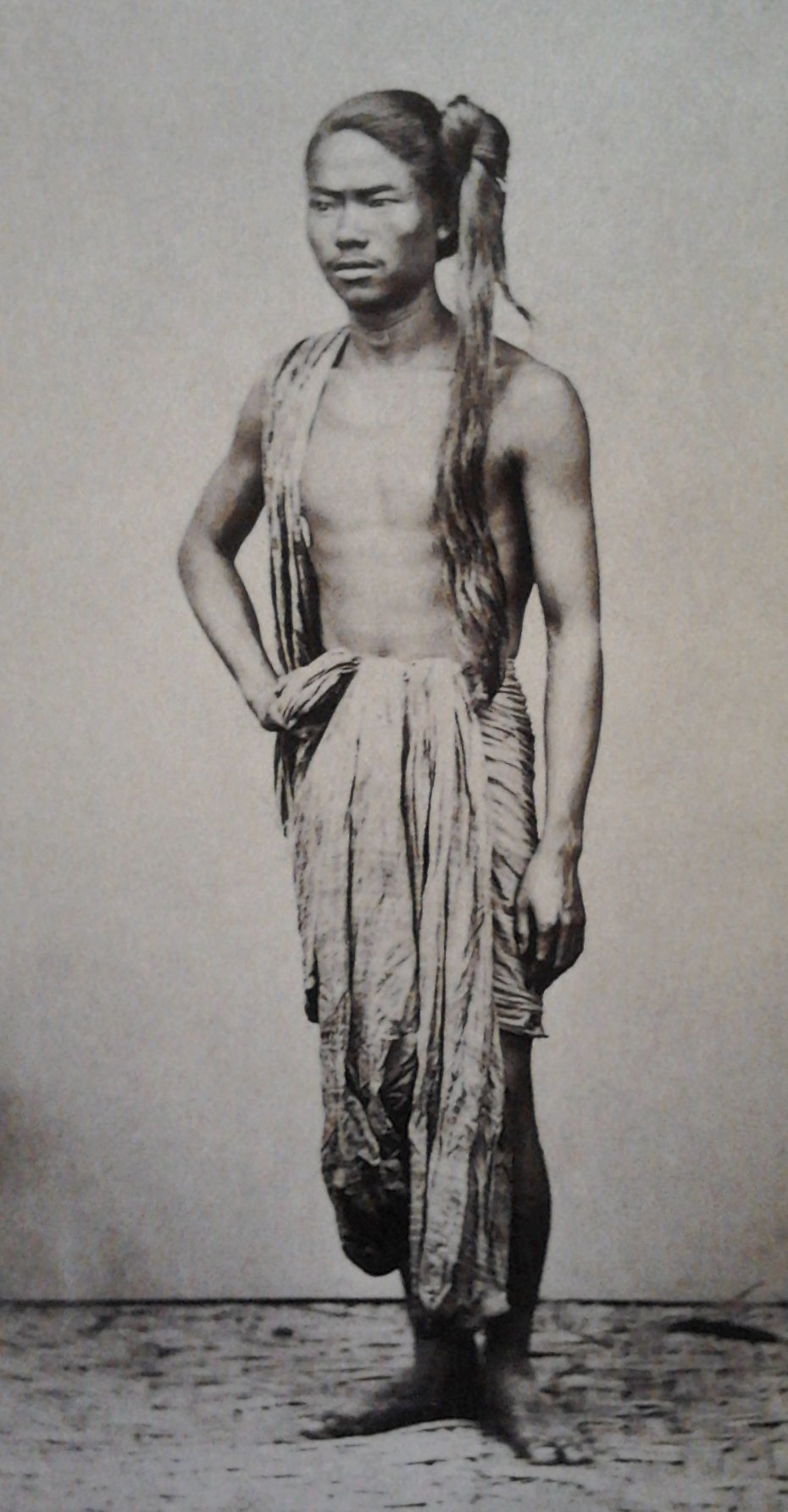
Malajský chlapec
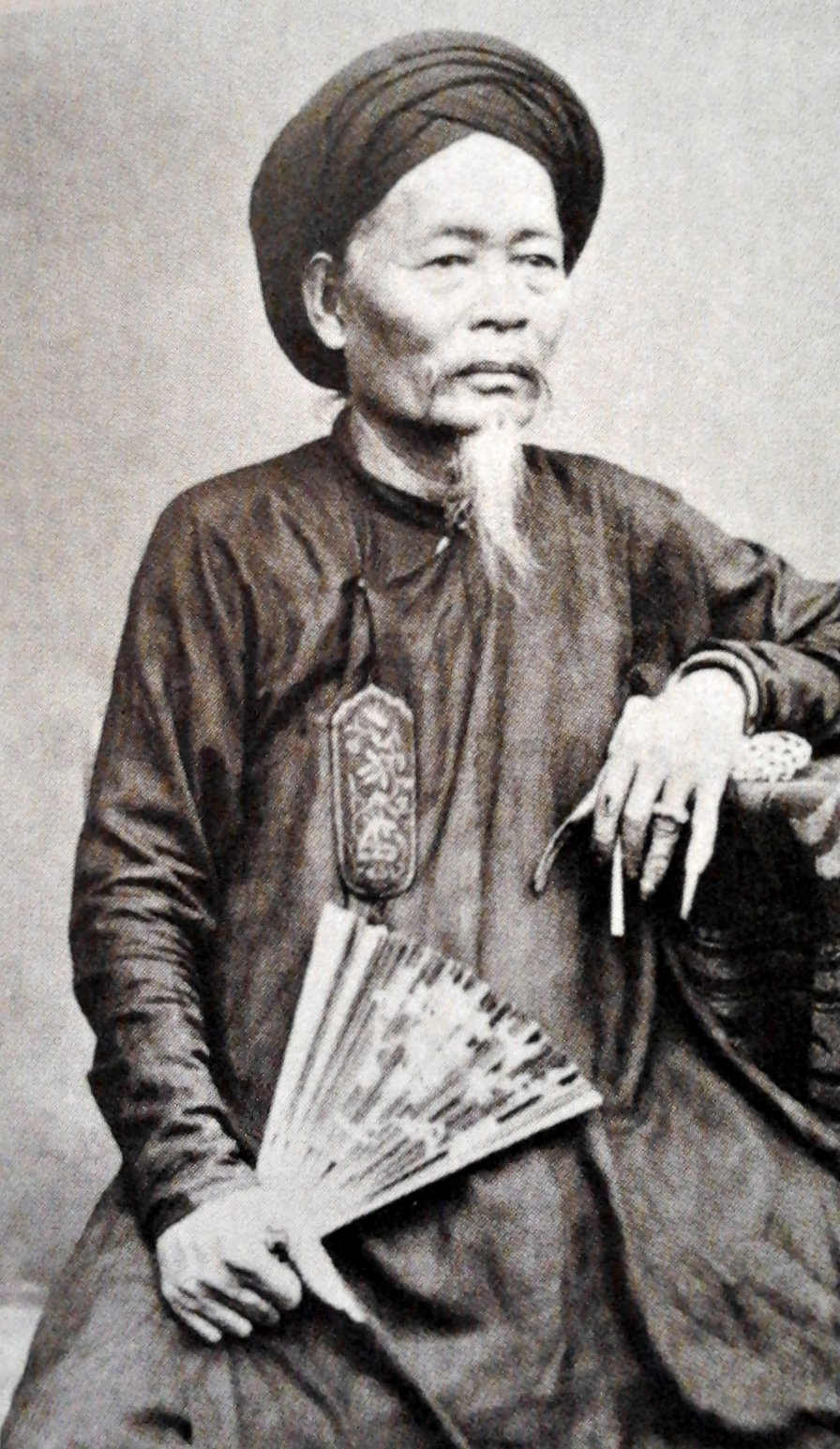
Mandarin
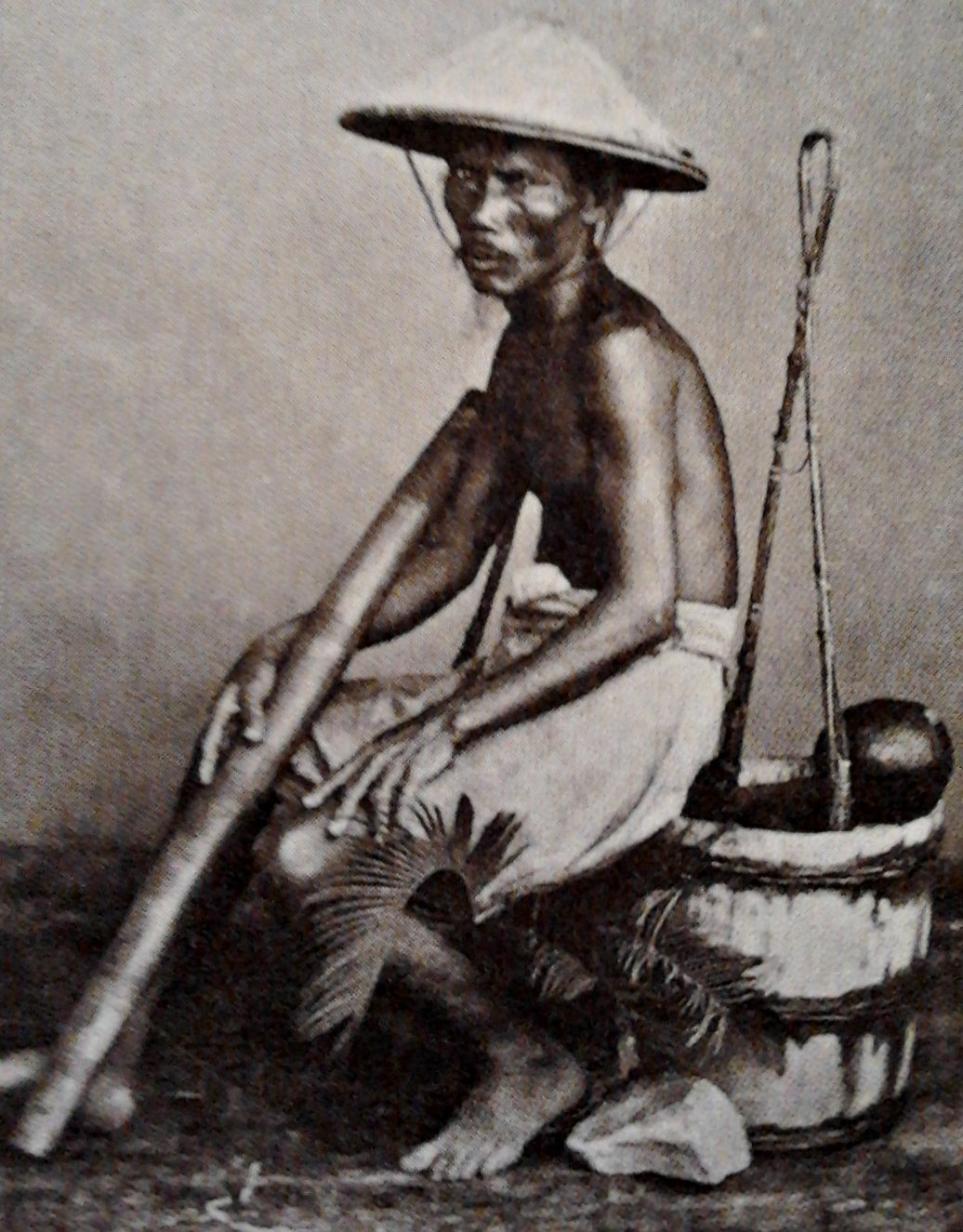
Obchodník s opiovou dýmkou, foto z ateliéru v Saigonu, 1870-1880
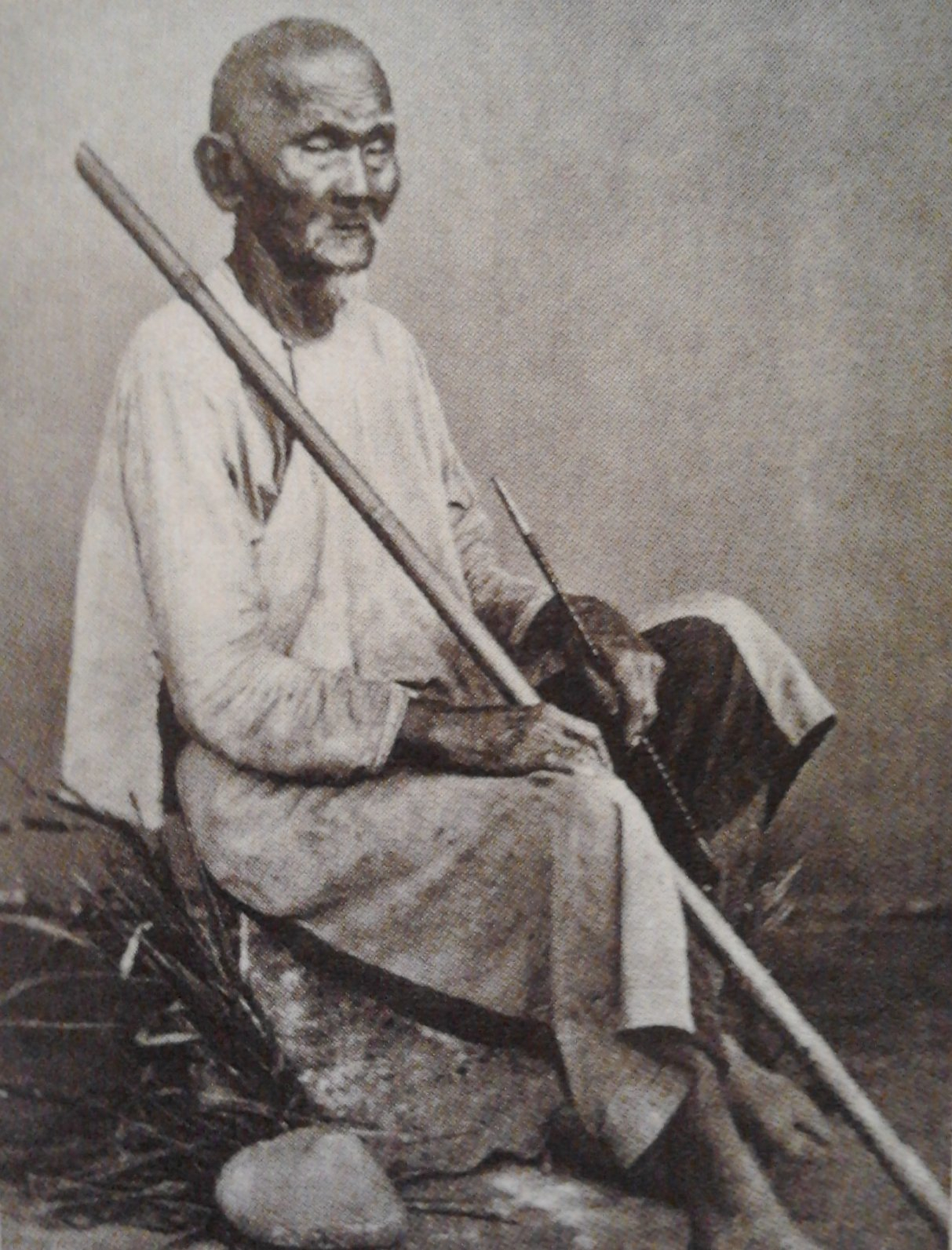
Poutník
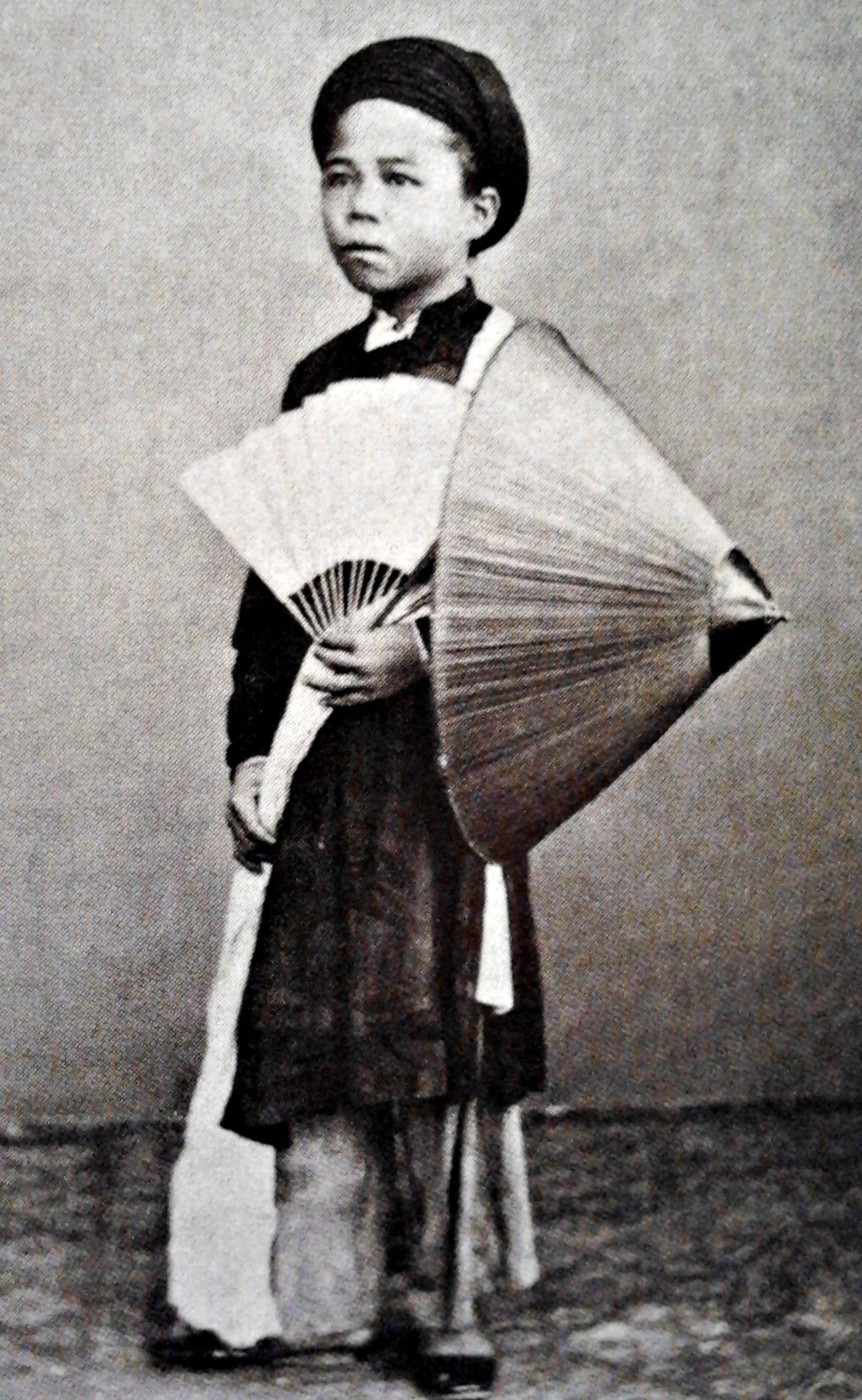
Dívka z Annamu
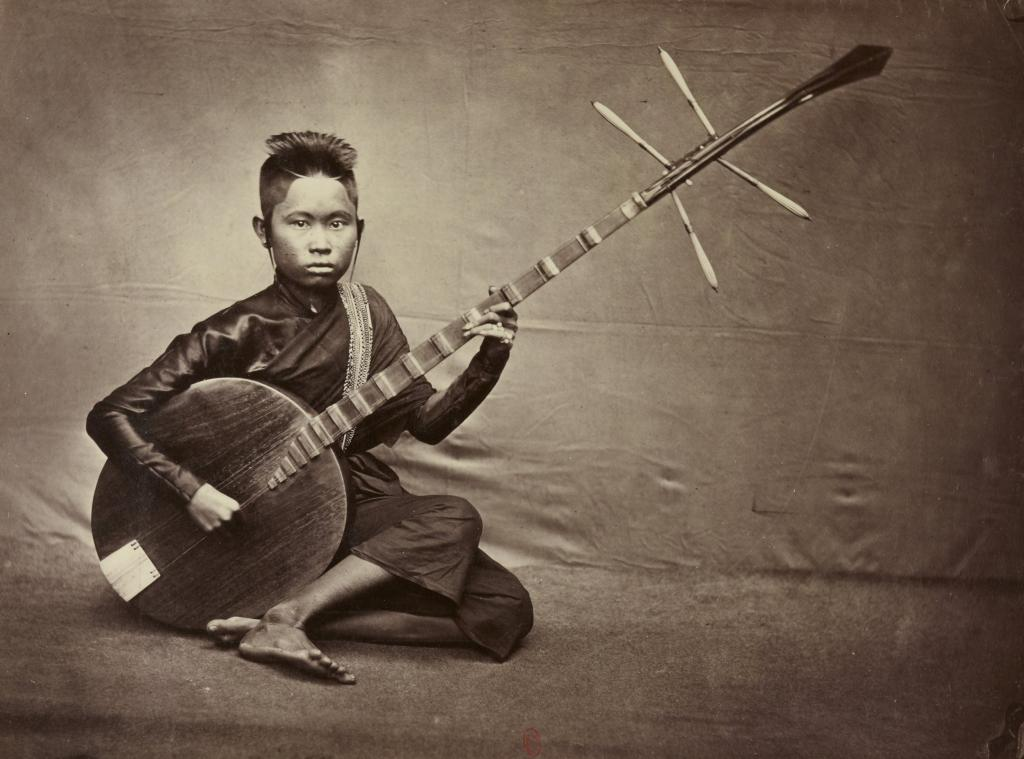
Kambodžský hudebník
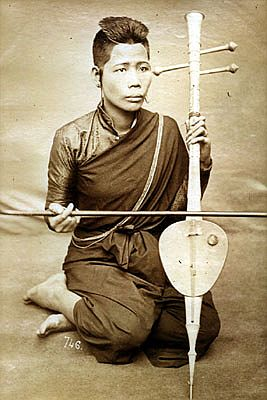
Kambodžský hudebník